# Dichotomius mormon
Dichotomius mormon es una especie de escarabajo coprófago del género Dichotomius, subfamilia, Scarabaeinae, orden Coleoptera. Fue descrita por Ljungh en 1799.

## Distribución
Especie originaria del Neotrópico. Se distribuye por Argentina, Brasil y Paraguay.

## Sinonimia
- Copris ephialtes Mannerheim, 1828.[2]
- Copris exserta Sturm, 1843.[2]
- Copris nasuta Castelnau, 1840.[2]
- Copris protensa Perty, 1830.[2]
- Pseudoheliocopris freyi Ferreira, 1970.[2]